# Beatriz Argimón
Beatriz Argimón Cedeira (Montevideo 14. kolovoza 1961.), urugvajska bilježnica i političarka iz Nacionalne stranke (PN), od 1. ožujka 2020. obnaša dužnost potpredsjednice Urugvaja kao prva žena izabrana na tu funkciju. Bila je zamjenica u senatu za departmanu Montevideo od 2000. do 2010. godine.
Diplomirala je na Republičkom sveučilištu u Urugvaju, studirala je i ljudska prava, obiteljsko i maloljetničko pravo.Od 2009. godine bila je članica odbora Nacionalne stranke. 

## Politička karijera
Beatriz Argimón započela je svoju borbenost 1977. u dobi od 16 godina a nakon 30 godina obnašala je dužnosti vijećnika i zamjenika republike. Zagovornica je ženskih prava u Predstavničkom domu, a zajedno s ostalim predstavnicama radila je u borbi za prava žena. 
Za vrijeme predsjednika Luisa Alberta Lacalle bila je ravnateljice Nacionalnog instituta za maloljetnike. Zajedno s Julijom Pou osnovala je grupu Acción Comunitaria i izabran je za zamjenika na mandat od 2000. do 2005. godine. Kasnije se pridružila Wilsonovoj struji, te je kasnije izabrana za zamjenika u mandatu od 2005. do 2010. godine. Postala je prva žena uzastopno izabrana u povijesti Nacionalne stranke. 
Tijekom 2007. godine, Argimón se u PN-u osamostalila. U predsjedničkim predizborima 2009. predstavila je vlastitu listu koju je podržao Jorgea Larrañaga .
Godine 2014. podržala je kandidaturu Luis Lacalle Pou za predsjednika Urugvaja, postavši i jedna od njegovih zamjenika u Senatu.  Dana 16. travnja 2018. postala je prva žena predsjednica Nacionalne stranke. U predsjedničkim predizborima 2019. godine Luis Lacalle Pou osvojio je 53% glasova, Argimonu je imenovao svojom kandidatkinjom za potpredsjednicu na izborima.

## Ostale aktivnosti
Argimón je od 2015. predsjednica Centra za proučavanje i obuku Josefa Oribe.
Trenutno vodi televizijsku emisiju pod nazivom Diseñarte .
Godine 2007., zajedno s Glendom Rondán i nekoliko urugvajskih javnih žena i glumica, glumila je u predstavi Monolozi vagine, u korist Doma žena kako bi otvorila pitanje o nasilju nad ženama.
Od 2008. do 2011. bila je panelistica u jednoj televizijskoj emisiji
Bila je predsjednica zaklade Álvarez Caldeyro Barcia, koja se bavi zaštitom maloljetne djecom. 
Argimón se udala ua Jorge Fernández Reyesom 14. prosinca 2009 Ima dvoje djece iz prethodnog braka.